# Andy Brennan
Andy Brennan, pseudonimo di Andrew Brennan (Hobart, 1º aprile 1993), è un calciatore australiano.
Nel 2019 è stato il primo calciatore australiano a fare coming out.